# Robert Cray
Robert Cray (Columbus, Geórgia, 1 de agosto de 1953) é um músico estadunidense, considerado um expoente da nova safra de artistas do blues.
Começou sua carreira influenciado pelos Beatles mas, ao assistir um espetáculo  de Albert Collins, resolveu seguir o caminho do blues. Ao lado de Albert Collins e Johnny Copeland registrou o já clássico álbum Showdown!. Suas músicas foram regravadas por artistas como Eric Clapton (Bad Influence) e Albert Collins (Phone Booth).

## Discografia
- 1980 - Who's Been Talkin
- 1982 - Bad Influence
- 1985 - False Accusations
- 1985 - Showdown!
- 1986 - Strong Persuader
- 1988 - Don't Be Afraid of the Dark
- 1990 - Midnight Stroll
- 1992 - I Was Warned
- 1993 - Shame + A SIN
- 1995 - Some Rainy Morning
- 1997 - Sweet Potato Pie
- 1997 - Take Your Shoes Off
- 2001 - Shoulda Been Home
- 2003 - Time Will Tell
- 2005 - Twenty
- 2007 - Live From Across The Pond (2CD live)
- 2008 - Live At The BBC"
- 2009 - This Time"
- 2010 - Cookin' In Mobile"
- 2012 - Nothin But Love"
- 2014 - In My Soul